# Tusindårsfalken
Tusindårsfalken er et rumskib i historien om Star Wars. Skibet ejes af Han Solo, som vandt det i et væddemål med Lando Calrissian. Han Solo rejser dog ikke rundt alene – med sig har han wookieen Chewbacca, der er 2. pilot.
Tusindårsfalken spiller først en egentlig rolle i A New Hope, men lignende rumskibe er blevet observeret i The Phantom Menace og Revenge of the Sith. I A New Hope skal Luke Skywalker og Obi-Wan Kenobi bruge en pilot, så de kan komme til Alderaan, og det bliver så Han Solo og Chewbacca.
Tusindårsfalken er kendt for at kunne planlægge de hurtigste ruter gennem rummet, og samtidig for at være det hurtigste skib. Det er en lettere ombygget version af et corelliansk skib.
Det kan tolkes ud fra dialogen i flere af filmene, at Tusindsårsfalkens udseende, i hvert fald i selve Star Wars-universet, var umoderne og sendte signaler om, at maskinen ikke havde imponerende flyveevner.
En Lego-model af Tusindårsfalken, bestående af 5195 klodser, kom på markedet i 2007.